# Great Wall Coolbear
Der Great Wall Coolbear ist ein Van des chinesischen Herstellers Great Wall Motor. Der Wagen hat ein ähnliches Kasten-Design wie etwa ein Kia Soul oder auch der Scion xB, welchem das Fahrzeug optisch stark ähnelt.
Angetrieben wird der Wagen von einem 1,5-l-Motor mit 77 kW. ABS sowie Airbags für Fahrer und Beifahrer sind bei dem Coolbear serienmäßig.